# Hugo Rosén
Carl Hugo Rosén, född den 16 juni 1887 i Lomma församling, Malmöhus län,  död den 10 juli 1963 i Stockholm, var en svensk teolog och skolman. Han var far till Alf Rosén.
Rosén blev filosofie kandidat Lund 1908, filosofie magister 1909, teologie kandidat 1912 och teologie licentiat 1917. Han var extra 
lärare vid Lunds privata elementarskola 1914–1916 samt vid Lunds fullständiga läroverk för flickor 1915–1920. Han promoverades till teologie doktor 1919 och var docent i dogmatik vid Lunds universitet 1919–1923 samt lektor i kristendomskunskap och filosofi vid Lunds katedralskola 1923–1953.